# Sulmierzyce (gemeente)
De gemeente Sulmierzyce is een landgemeente in het Poolse woiwodschap Łódź, in powiat Pajęczański.
De zetel van de gemeente is in Sulmierzyce.
Op 30 juni 2004 telde de gemeente 4811 inwoners.

## Oppervlakte gegevens
In 2002 bedroeg de totale oppervlakte van gemeente Sulmierzyce 82,72 km², waarvan:
- agrarisch gebied: 75%
- bossen: 16%

De gemeente beslaat 10,29% van de totale oppervlakte van de powiat.

## Demografie
Stand op 30 juni 2004:
| Omschrijving                   | Totaal | Totaal | Vrouwen | Vrouwen | Mannen | Mannen |
| ------------------------------ | ------ | ------ | ------- | ------- | ------ | ------ |
| eenheid                        | aantal | %      | aantal  | %       | aantal | %      |
| inwoners                       | 4811   | 100    | 2432    | 50,6    | 2379   | 49,4   |
| bevolkingsdichtheid (inw./km²) | 58,2   | 58,2   | 29,4    | 29,4    | 28,8   | 28,8   |

In 2002 bedroeg het gemiddelde inkomen per inwoner 1278,18 zł.

## Administratieve plaatsen (sołectwo)
Anielów, Bieliki, Bogumiłowice, Chorzenice, Dąbrowa, Dąbrówka, Dworszowice Pakoszowe, Eligiów, Filipowizna, Kodrań, Kuźnica, Łęczyska, Marcinów, Nowa Wieś, Ostrołęka, Patyków, Piekary, Stanisławów, Sulmierzyce, Trzciniec, Wola Wydrzyna, Złotniki

## Overige plaatsen
Bogumiłowice-Kolonia, Borek, Dygudaj, Ksawerów, Kąty, Leśna Niwa, Markowizna, Ostrówek, Piekary-Kolonia, Pogonka, Siwierzyzna, Sulmierzyce-Kolonia, Walewice, Winiek, Wiśniów, Wojewodzizna, Zawodzie.

## Aangrenzende gemeenten
Kleszczów, Lgota Wielka, Pajęczno, Rząśnia, Strzelce Wielkie, Szczerców